# مورتا
مورتا (به ایتالیایی: Moretta) یک کومونه در ایتالیا است که در استان کونیو واقع شده‌است.

## خصوصیات
مورتا ۲۴٫۲ کیلومترمربع مساحت و ۴٬۲۲۶ نفر جمعیت دارد و ۲۵۲ متر بالاتر از سطح دریا واقع شده‌است.